# Splat!FilmFest
Splat!FilmFest – International Fantastic Film Festival – festiwal filmowy poświęcony kinu gatunkowemu i artystycznemu, z naciskiem na filmy grozy i dark fantasy. Odbywa się cyklicznie od 2015 roku: pierwotnie w Centrum Kultury w Lublinie (do 2019; w 2021 w Centrum Spotkania Kultur), od 2018 w Kinotece PKiN w Warszawie, zaś począwszy od 2021 również w Kinie Nowe Horyzonty we Wrocławiu. W latach 2020–2022 miały miejsce edycje online.
Podczas czwartej edycji festiwalu w Warszawie, w grudniu 2019 roku, na spotkanie z fanami przyleciał Lloyd Kaufman, założyciel Tromy – wytwórni filmów klasy B słynącej z produkcji o rekordowo niskim budżecie. Z tej okazji zorganizowano specjalny blok filmowy, poświęcony wyłącznie produkcjom Tromy.
W marcu 2022 festiwal znalazł się w zestawieniu najlepszych festiwali horroru na świecie portalu „Dread Central”. Listę sporządzili filmowcy uznani przez środowisko kina niezależnego, m.in. Rob Jabbaz (reżyser filmu „The Sadness”) czy Peter Van Steemburg z XYZ Films.

## Edycje festiwalu

### Splat!FilmFest (2015)[2]

#### Terminy i miejsca
- Centrum Kultury w Lublinie: 3–6 sierpnia 2015

Goście (seans z muzyką na żywo):
- Małgorzata Krasowska
- „Trio Tajemnica Sekretu”: Liliana Żabińska, Dominik Nastaj, Patryk Lidwin

### II Splat!FilmFest–horror festival[12]

#### Terminy i miejsca
- Centrum Kultury w Lublinie: 12–18 września 2016

#### Bloki filmowe
- Filmy pełnometrażowe
- Filmy kultowe
- Filmy krótkometrażowe

Goście:
- Ramon Térmens
- Dan Pringle
- Adam J. Merrifield
- Christian Hallman
- Krzysztof Kołacki
- Marta Płaza
- Gracja Grzegorczyk

### III Splat!FilmFest–horror festival[13]

#### Terminy i miejsca
- Centrum Kultury w Lublinie: 15–24 września 2017

#### Bloki filmowe
- Strach i terror
- Girl Power
- Strasznie śmiesznie
- WTF
- Cult Classics
- Dla dzieci
- Shorts

#### Goście
- Xavery Żuławski
- Julius Ramsay
- Alston Ramsay
- Stefan Darda
- Grzegorz Fortuna
- Marta Płaza
- Damian Romaniak

### Splat!FilmFest 4[14]

#### Terminy i miejsca
- Centrum Kultury w Lublinie: 26 listopada – 2 grudnia 2018
- Kinoteka PKiN w Warszawie: 5–9 grudnia 2018

#### Bloki filmowe
- Strach i terror
- Strasznie śmiesznie
- Troma
- WTF
- Kultowe
- Dla dzieci
- Krótkometrażowe

#### Goście
- Lloyd Kaufman
- Pat Swinney Kaufman
- Adrian Panek
- Dominik Danilczyk
- Lukas Feigelfeld
- Aleksandra Cwen
- Marek Piestrak
- Maciej Gudowski
- Paweł Mączewski
- Mateusz Wiśniewski
- Jacek „Jaco” Harasimiuk
- Magdalena Kamińska
- Jacek Dziduszko
- Kuba Koisz
- Radosław Pisula
- Łukasz Stelmach

### 5. Splat!FilmFest 2019[15]

#### Terminy i miejsca
- Kinoteka PKiN w Warszawie: 2–8 grudnia 2019
- Centrum Kultury w Lublinie: 9–18 grudnia 2019

#### Bloki filmowe
- Strach i terror
- Strasznie śmiesznie
- Troma
- WTF
- Kultowe
- Dla dzieci
- Krótkometrażowe

#### Goście
- Jolanta Prochowicz
- Łukasz Stelmach
- Radosław Pisula
- Kuba Koisz
- Savitri Joly-Gonfard
- Florence Rodriguez
- Marek Piestrak
- Maciej Gudowski

### 6. Splat!FilmFest 2020[16]
Terminy i miejsca:
- online: 1–14 grudnia 2020

#### Bloki filmowe
- Pokaz specjalny
- Strach i terror
- WTF
- Fantastycznie
- Strasznie śmiesznie
- Dokumenty
- Bonusy
- Krótkometrażowe

### 7. Splat!FilmFest 2021[17]

#### Terminy i miejsca
- Centrum Spotkania Kultur w Lublinie: 17–21 listopada 2021
- Kino Nowe Horyzonty we Wrocławiu: 24–28 listopada 2021[18]
- Kinoteka PKiN w Warszawie: 1–5 grudnia 2021
- online: 6–19 grudnia 2021

#### Bloki filmowe
- Strach i terror
- Strasznie śmiesznie
- WTF
- Fantastycznie
- Dokumenty
- Kultowe
- Krótkometrażowe

### 8. Splat!FilmFest 2022[19]

#### Terminy i miejsca
- Kinoteka PKiN w Warszawie: 26–30 października 2022
- Kino Nowe Horyzonty we Wrocławiu: 26–30 października 2022[20]
- online: 3–13 listopada 2022

#### Bloki filmowe
- Strach i terror
- Strasznie śmiesznie
- WTF
- Dokumenty
- Kultowe
- Cykl „Najlepsze z Najgorszych”
- Krótkometrażowe

#### Goście
- Liam Regan (Warszawa)
- Tomasz Gordon (Warszawa)
- Michał Marks (Warszawa)
- Bartosz Inglot (Warszawa)
- Rafał Łysak (Warszawa)
- Norbert Wojtysiak (Warszawa)
- Tomasz Pulchny (Wrocław)
- Kamil Wójcik (Wrocław)
- Szymon Skowroński (Wrocław)
- Karol Tarasiewicz (Wrocław)
- Piotr Tokarz (Wrocław)
- Olaf Konfederak (Wrocław)
- Grzegorz Tabor (Wrocław)

### 9. Splat!FilmFest 2023

#### Terminy i miejsca
- Kinoteka PKiN w Warszawie: 25–30 października 2023
- Kino Nowe Horyzonty we Wrocławiu: 25–30 października 2023[21]

### 10. Splat!FilmFest 2024

#### Terminy i miejsca
- Kinoteka PKiN w Warszawie: 24–30 października 2024[22]
- Kino Nowe Horyzonty we Wrocławiu: 24–31 października 2024[23]